# Kirche des Heiligen Pandeleimon (Thessaloniki)

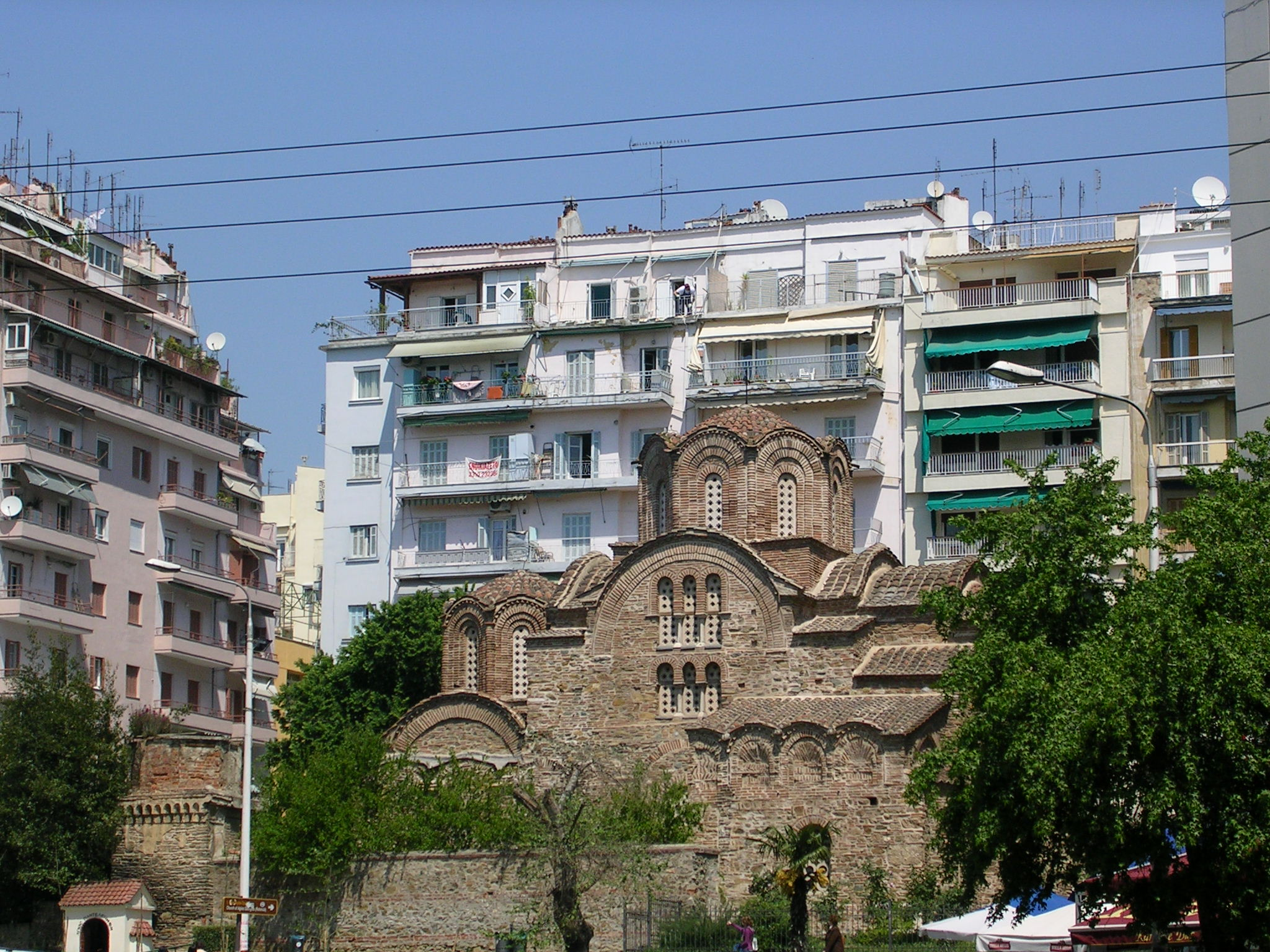
Die Kirche des Heiligen Panteleimon

Die Kirche des Heiligen Panteleimon in Thessaloniki (griechisch Ναός του Αγίου Παντελεήμονα Naos tou Agiou Pandeleimona) ist eine byzantinische Kirche aus dem 14. Jahrhundert. Die im Ostteil der Innenstadt in der Nähe der Rotunde an der Ecke der Straßen Iasonídou und Arrianoú nördlich der Egnatiou-Straße gelegene kleine Kirche ist seit 1988 Teil des UNESCO-Welterbes (Frühchristliche und byzantinische Bauten in Thessaloniki).

## Geschichte
Bei der wohl zu Anfang des 14. Jahrhunderts erbauten Kirche könnte es sich um die frühere Theotókos-Períblebtos-Kirche handeln. Im Jahr 1548 erfolgte die Umwandlung in eine Moschee (İshakiye Camii). Im Erdbeben von 1978 wurde der Bau beschädigt.

## Bau
Die Kirche ist eine Kreuzkuppelkirche mit vorgelegtem Chorbereich, kuppelgekröntem Narthex und einem im Osten in zwei Kapellen endenden dreiseitigem Umgang, von dem nur die Kapellen erhalten sind. Die Hauptkuppel besitzt einen achtseitigen Tambour. Die Chorapsis mit einem Drillingsfenster ist fünfseitig geschlossen.

## Ausstattung
Nur wenige der ursprünglichen Fresken sind erhalten, darunter die Darstellung der Gottesmutter (in der Prothesis links neben dem Chor). Im Diakonikon sind bedeutende Heilige dargestellt.